# Irische Hochkönige
Hochkönig (irisch Ard-Rí, englisch High King) war ein Ehrentitel irischer Könige, der meist nur literarisch und postum verliehen wurde. Als Sitz des Hochkönigs wird hauptsächlich der als heilig geltende Hügel von Tara im County Meath, etwa 45 km nordwestlich von Dublin, angesehen. Die Legende eines irischen Hochkönigtums wurde von Tara aus verbreitet.
Die Überlieferungen, dass ein Herrscher irischer Hochkönig war, sind alt und vielfältig. Erst die jüngere Forschung stellte klar, dass dieser Titel ein Anspruch war, den irische Provinzherrscher erhoben, ohne ihm gerecht zu werden. Stattdessen gab es auf der Insel 97 Stämme (Tuaithe), die einen König (Rí) hatten, der mehreren Oberkönigen (ruirí) und vier bis fünf Regionalkönigen unterstand. Die einzige Ausnahme bildet Brian Boru (Brian Bóruma mac Cennétig), der von etwa 1005 bis 1014 Irland beherrschte, jedoch zu keinem Zeitpunkt unumstritten.

## Irische Königreiche

### RíundArd-Rí–  Häuptling, Fürst, Provinzkönig oder König?
Die größeren irischen Königreiche bildeten sich aus der keltischen Stammesgesellschaft. Jeder Stamm, tuaithe (Einzahl: tuath), besaß ein Oberhaupt, einen rí, der von der oenach, einer kleinen privilegierten Gruppe, deren Mitglieder das Recht besaßen, Waffen zu tragen, gewählt wurde. Die Aufgaben des rí waren nur in Kriegszeiten mit denen eines absoluten Herrschers vergleichbar. In Friedenszeiten war er lediglich der Vorsitzende der oenach. Die frühe irische Gesellschaft war eher eine Oligarchie als eine Monarchie.
Rí wird heute üblicherweise mit King (König) übersetzt. Ursprünglich war es aber nur die Bezeichnung eines von der waffentragenden Elite des Stammes gewählten Oberhaupts, also ein Häuptling (engl. als Chief bezeichnet). Im Laufe der Entwicklung zu den vier (mitunter auch fünf) irischen Regional-Königreichen blieb die alte Bezeichnung jedoch erhalten, weshalb die adäquate Übersetzung je nach Zusammenhang, Zeitraum, Stamm und Region unterschiedlich sein kann. Variationen reichen von Stammesoberhaupt über Häuptling bis hin zu Fürst, Provinzkönig, Kleinkönig und König.
Jeder rí war einem Oberkönig verpflichtet, der ruirí genannt wurde. Darüber gab es eine weitere Instanz, das waren die vier (zeitweise auch fünf) rí ruirech, Provinzherren. Von diesen behaupteten immer einige gleichzeitig, auch der derzeitige Hochkönig zu sein. Zunächst taten dies die Ui Néill von Armagh in Ulster (engl. O’Neill genannt), wo auch die Mönchskirche seit St. Patrick einen Sitz hatte. Später taten dies insbesondere die Herrscher von Tara.

### Entstehung der irischen Königreiche
Im Laufe der Zeit bildeten sich kurzfristige Bündnisse zwischen mehreren tuatha. Die beteiligten rí unterwarfen sich für die Dauer dieses Bündnisses einem ruirí, einer Art „Großkönig“. Daraus entstand der Titel des rí ruirech, den die Könige der bis heute in nur leicht abgewandelter Form existierenden Provinzen Ulster (irisch: Ulaidh), Leinster (Laighin), Munster (Mumha) und Connachta innehatten. Diese rí ruirech hatten in ihrem Territorium immer nur bedingt hegemoniale Macht. Noch zu Brian Borus Zeiten im 11. Jahrhundert existierten 100 bis 200 Kleinkönigreiche, die auf die irischen Stämme zurückgingen und deren rí sich nur aus Opportunismus oder unter militärischem Druck dem rí ruirech unterwarf. Wann immer die militärische Macht des rí ruirech schwächer wurde, begehrten die rí auf und stellten die Macht des rí ruirech in Frage.
Als die Uí Néill, die den rí ruireach von Ulster stellten, im 8. Jahrhundert Tara annektierten und der rí der Uí Néill sich selbst zum König aller Iren ernannte, entstand erstmals die Idee eines irischen Großreiches, das Hochkönigtum Irlands. Der Hochkönig ist durch den vorangestellten Zusatz Ard eindeutig bezeichnet.

## Hochkönigtum
Es gibt zwar Namen von Hochkönigen bis weit in vorgeschichtliche Zeit (bis ins 2. Jahrtausend v. Chr.), dabei handelt es sich aber um mythologische Namen, die erst zwischen dem 6. und 8. Jahrhundert n. Chr. niedergeschrieben wurden, um die Idee eines gesamtirischen Reiches nach Vorbild der christlichen Reiche auf dem europäischen Festland historisch zu legitimieren. Vor dem 8. Jahrhundert war das Hochkönigtum in Irland gänzlich unbekannt.
Im 9. Jahrhundert begannen einige irische Könige, vornehmlich aus der Dynastie der Uí Néill, den Titel „König aller Iren“ zu beanspruchen. Nach der Eroberung des heiligen Hill of Tara entstand zur Legitimation ein fünftes, nur formal unabhängiges Königreich: Meath (irisch: Mide, „Mitte“), das als Zentrum Irlands den Sitz des Hochkönigs innehaben sollte. Das einstmals zu Leinster gehörende Gebiet hatten die Uí Néills von Ulster (nun nördliche Uí Néills genannt) annektiert und zur Legitimation der Hochkönigswürde zum eigenständigen Königreich erklärt.
Faktisch jedoch kann nicht von einer tatsächlichen Instanz mit ausreichend Einfluss in allen Teilen Irlands gesprochen werden. Selbst der Einfluss Brian Borus, der als „erster (einziger) unumstrittener irischer Hochkönig“ bezeichnet wird, reichte nur kurze Zeit in alle Regionen. Lange Zeit seiner Herrschaft als Hochkönig verbrachte er damit, mit seiner Armee kreuz und quer über die Insel zu ziehen, um seine Machtansprüche zu festigen. Unumstritten war auch Brian Boru nie.
Im Jahre 940 n. Chr. wurde der Mann geboren, dem es als einzigem, wenn auch nur für neun Jahre, gelingen sollte, irischer Hochkönig zu sein. In Béal Bórú, bei Killaloe, am Shannon im heutigen Co. Clare, wurde Brian mac Cenntig geboren. Sein Vater war Rí des noch unbedeutenden Clan der Dál gCais. Im gemeinsamen Kampf mit seinem älteren Bruder Mahon, der den Thron des Vaters bestiegen hatte, besiegte er die Wikinger in der Enklave von Limerick. Dadurch wurde Mahon Oberkönig von Munster und bezog seinen Sitz in Cashel. Die Kämpfe mit den Wikingern, die auch in Cork, Dublin, Waterford und Wexford saßen, gingen aber weiter. Brian beanspruchte nach dem Tod seines Bruders den Königstitel von Munster. In Cashel saß aber schon der König der Eoghanacht, den Brian kurzerhand besiegte. Danach besiegte er Máel Sechnaill mac Domnaill (Malachy II.), den König der südlichen Uí Néill, die zu Tara saßen. Mit dem König der nördlichen Uí Néill, Maél Sechnaill, einigte er sich nach etlichen Scharmützeln auf die Aufteilung Irlands. Durch Heirat verband er sich dann mit den Wikingern von Dublin und erklärte sich zum Hochkönig von Irland und zum „Augustus des nordwestlichen Europa“. Die nördlichen Uí Néill gaben im Jahr 1005 vorerst klein bei; Brian war damals bereits 65 Jahre alt.
Es kam danach aber schnell zum Widerstand, den der König von Leinster mit den Uí Néill anführte, an dem sich aber auch die Wikinger von Dublin beteiligten. Am Karfreitag des Jahres 1014 kam es zu der blutigen Schlacht von Clontarf, die als die Vertreibung der Wikinger in die Legenden einging. In der Schlacht fielen Brian Boru und sein Sohn Murchad mac Briain (Murrogh). Brians Truppen gewannen aber und verbreiteten anschließend die Legenden, die in den Annalen von Inisfallen zu Papier gebracht wurden. Die Folge für Irland war, dass alles so blieb, wie es vor Brians Auftreten war, auch die Wikinger blieben, nur die zahlreichen Nachkommen, die Brian Boru mit seinen vier Frauen und 30 Konkubinen hatte, nannten sich fortan O’Brian.
Die Auseinandersetzungen der irischen Könige um die Hegemonie führte dazu, dass im Jahre 1166 Diarmait Mac Murchada, der König von Leinster (der sich zum Hochkönig ausgerufen hatte), den englischen König Heinrich II. um Hilfe bat. Infolgedessen gewannen Engländer bzw. Anglonormannen erstmals militärische Macht über Irland. Danach nahm das Bestreben nach dem Amt des Hochkönigs schnell ab und endete 1175.

## Edward Bruce
1315 wurde noch einmal ein Hochkönig ausgerufen: Edward Bruce, der Bruder des Königs von Schottland Robert Bruce. Die Iren erhofften sich mit Hilfe des gerade unabhängig gewordenen Schottlands die Vertreibung der anglo-normannischen Fremdherrschaft. Doch Edward hatte kaum Erfolg. Er eroberte zwar Ulster und Connacht, starb aber bereits 1318 während der Schlacht bei Fauqhart, die der Wendepunkt des Kriegs der Bruce in Irland war.